# Montanus-Realschule Leverkusen
Die Montanus-Realschule (MRS) ist eine städtische Realschule in Leverkusen-Steinbüchel, Nordrhein-Westfalen. Da sich die Schule gegen Rassismus einsetzt, ist sie seit 2013 eine „Schule ohne Rassismus – Schule mit Courage“ sowie im naturwissenschaftlichen Bereich seit 2006 eine MINT-Realschule und nimmt am GLOBE-Programm teil. In den Jahren 2005 und 2007 war sie GLOBE Germany Schule.

## Geschichte
Am 9. April 1959 wurde die Montanus-Realschule unter dem Namen Realschule Schlebusch gegründet. 1975 zog die Schule ins Schulzentrum Schlebusch um und wurde 1984 nach Vinzenz von Zuccalmaglio in Montanus-Realschule umbenannt. Im Jahre 1992 tauschte die Schule ihr Schulgebäude mit der Gesamtschule Schlebusch. Wegen Platzmangels wurde im Jahr 2000 ein Erweiterungsbau errichtet. Außerdem musste das Hauptgebäude saniert werden. 2008 waren die Sanierungsarbeiten beendet. Seit 1978 gibt es einen Schulverein an dieser Schule.

## Gebäude
Die Schule besteht aus einem achtförmigen Hauptgebäude, einem Anbau sowie einem Neu-/Erweiterungsbau. Die Schule verfügt über eine Mensa, einer Sporthalle, einen Sportplatz und eine Schulbücherei. In einem der beiden Innenhöfe befindet sich ein Schulgarten.
Es gibt jeweils zwei Physik-, Informatik-, Chemie- und Biologiefachräume.
Im Anbau der Montanus-Realschule befindet sich die Stadtbücherei Steinbüchel.

## Besonderheiten
Die Montanus-Realschule ist die einzige MINT-Realschule in Leverkusen und hat einen naturwissenschaftlichen sowie einen fremdsprachigen Zweig. Neben Englisch wird auch Französisch unterrichtet. Im Fach Französisch kann man das Zertifikat DELF ab der 8. Klasse erwerben. Seit dem Schuljahr 1980/81 besteht eine vom Kultusministerium offiziell anerkannte Schulpartnerschaft mit dem Collège St. Gildas in Auray in der Bretagne. Ab der siebten Klasse haben die Schüler dreimal die Möglichkeit an einem Schüleraustausch teilzunehmen. Im englischen Zweig nimmt die Schule am Wettbewerb The Big Challenge, im Unterrichtsfach Mathematik am Wettbewerb Känguru der Mathematik und im Fach Deutsch jährlich an einem Vorlesewettbewerb teil. Im naturwissenschaftlichen Bereich nimmt die Schule regelmäßig am Wettbewerb Jugend forscht teil. Die Eindrücke der durch die Stiftung Erinnern Ermöglichen zu großen Teilen finanzierte Studienfahrt zur Gedenkstätte in Auschwitz konnten Schüler im Rahmen von „Wer hier war, vergisst nicht!“ einfließen lassen.
Des Weiteren besitzt die Schule seit 2013 das Siegel „Schule ohne Rassismus – Schule mit Courage“. Patin dieses Projektes ist die Autorin und Historikerin Maren Gottschalk.
Die Montanus Realschule ist kooperierende Schule von „steps to success“.
In der fünften und sechsten Klasse bietet die Schule jeweils eine Musik- sowie Naturwissenschaftsklasse an.
Außerdem wurde die Schule 2013 zum zweiten Mal mit dem Berufswahlsiegel ausgezeichnet, da in den Klassen acht bis zehn eine Berufswahlvorbereitung stattfindet. Die Montanus-Realschule setzt sich mit dem Thema Berufswahl sehr auseinander und bietet deshalb in der neunten Klasse den Schülern ein Betriebspraktikum an.  Die Schule verfügt über ein Jahrbuch, einen Sanitätsdienst, eine Streitschlichtung, ein Wetterteam und eine Cafeteria. Es gibt zudem eine Schülerhilfe.
An der Montanus-Realschule wird das Mittagessen, das von zu Hause vorbestellt werden kann, per Chipkarte/Schülerausweis bezahlt. In Kooperation mit der AWO Leverkusen findet für die Schüler der fünften und sechsten Jahrgangsstufe an vier Tagen pro Woche nach Unterrichtsschluss bis 16:00 Uhr eine Übermittagsbetreuung statt.
Kooperationen bestehen mit der Chempark/Currenta, der Barmer GEK Leverkusen, der Caritas, der Musikschule Leverkusen und dem NaturGut Ophoven.
In einem Nebengebäude der Montanus Realschule befindet sich die Außenstelle Steinbüchel der Stadtbibliothek Leverkusen mit über 8.000 Titeln.

## Aktuelle Projekte

### Praxisorientierte und wirklichkeitsnahe Chemieausbildung
Durch Fördermittel der Bayer-Bildungsstiftung 2013 lernen die Schüler der Montanus-Realschule den Umgang mit physikalisch-chemischen Analyse-Verfahren kennen und erhalten tiefere Einblicke in chemische Arbeitsweisen. Dabei wurden durch die Stiftung für die Montanus-Realschule und die Realschule Am Stadtpark zusammen 37.000 Euro an Fördergeldern überreicht.

### Jung trifft Alt
Unter dem Motto „Jung trifft Alt“ hat die Montanus-Realschule mit dem ortsansässigen Caritasverband ein Generationenprojekt gestartet.

### EnergieLux
Neben weiteren Leverkusener Schulen nimmt auch die Montanus Realschule am Projekt „EnergieLux“ – Klimaschutz in Leverkusener Schulen und Kindergärten teil. An das Projekt haben sich bereits 26 städtische Schulen und 15 Kindergärten angeschlossen.

## Schulverein
Der Schulverein der Montanus Realschule Leverkusen wurde am 12. Januar 1978 gegründet und feierte 2013 sein 35-jähriges Bestehen. Der Verein sieht seine Aufgaben vor allem in der Gewährung von Beihilfen für die Beschaffung von Mitteln für den wissenschaftlichen und künstlerischen Unterricht, Förderung von Schulsport, Schulwanderungen und Studienfahrten, Förderung von Veranstaltungen der Schule, Unterstützung von Schülern bei Schulveranstaltungen und der Arbeit der Schülermitverwaltung. Durch den Schulverein konnten bislang viele Projekte der Schule gefördert werden, u. a. diverse Anschaffungen, Schülerfahrten, Verschönerungen, Lesungen und Kulturveranstaltungen.

## Auszeichnungen
Für ihre Unterrichtsreihe „Saubere Luft für gute Lungen und ein gesundes Leben für Mensch und Umwelt“ hat die Montanus Realschule Leverkusen am 3. März 2009 in Düsseldorf vom Arbeitgeberverband der Metall- und Elektroindustrie Rhein-Wupper e.V. / Unternehmerschaft Rhein-Wupper e.V. den Kirchhoff Award erhalten. Die nordrhein-westfälischen Arbeitgeber haben den „innovativen sowie praxisorientierten Unterricht“ der Leverkusener Schule mit dem ersten Preis und einem Preisgeld in Höhe von 2.000 Euro ausgezeichnet.

## Kunst
Ein Bronzerelief des Künstlers Sigurd Koppenstedt, Mitglied der 1979 gegründeten AG Leverkusener Künstler ziert das Schulgebäude.

## Bunkeranlage
Wie 2012 bekannt wurde, befindet sich unter der Montanus-Realschule eine 3000 Quadratmeter große, 40 Räume umfassende und für 90 Menschen ausgelegte Bunkeranlage. Dieser Bunker wurde im Kalten Krieg für die Stadtverwaltung und den Oberstadtdirektor gebaut, damit diese im Kriegsfall die Geschicke der Stadt hätten leiten können. Da der geheime Bunker mittlerweile nicht mehr gebraucht wird, wurde er vor Jahren umgewidmet und dient nun der Montanus-Realschule und der Jugendfeuerwehr als Lagerraum.